# Kentron MUPSOW
Die MUPSOW (Multi-Purpose, Stand-Off Weapon) ist eine südafrikanische Luft-Boden-Rakete bzw. Marschflugkörper, die von Kentron (heute: Denel Dynamics) für die SAAF (South African Air Force) entwickelt wird. 

## Geschichte
Im Jahr 1992 wurde bekannt, dass Kentron an einer neuen Luft-Boden-Waffe namens MUPSOW arbeitet. Die ersten technischen Daten, die bekannt wurden, sahen einen 4500 mm langen und 850 kg schweren Flugkörper vor, der über Tarnkappentechnik verfügen sollte. Die Zelle bestand aus Verbundwerkstoffen. Als Basis für die Entwicklung diente die Raptor 1-Gleitbombe, mit der die SAAF im Angolakrieg gute Erfahrungen gemacht hatte. Die MUPSOW dient als Ersatz für Raptor 1, da man sich gegen die Indienststellung der Raptor 2 bei der SAAF entschieden hat.
Als man 1995 das erste Mal ein Modell der Öffentlichkeit vorstellte, hatten sich die technischen Daten erheblich verändert. So war die MUPSOW jetzt 4920 mm lang, sie wog 1200 kg und hatte eine Reichweite von 50 km. Insbesondere die Reichweite sorgte später für Gesprächsstoff, da die Raptor 1 eine Reichweite von 60 km hat. Etwas später veröffentlichte Kentron eine neue Reichweite (300 km), die aber schnell auf 150 km korrigiert wurde. 1996 wurde berichtet, dass man über die Möglichkeit einer Seezielflugkörper-Version nachdenkt und erste Konzepte überprüft. Dieses Vorhaben wurde aber recht schnell wieder aufgegeben. Noch im selben Jahr gab es die ersten bodengestützten Testabschüsse auf dem Raketentestgelände in Overberg. Ein Jahr später, 1997, folgten dann die ersten Abwurftests von Cheetah D ohne Triebwerk.
Die MUPSOW ist modular aufgebaut. So kann man zwischen drei verschiedenen Suchköpfen (IIR, TV, MMW) und zwei Gefechtsköpfen (HE, Behälter mit Submunition) auswählen. Ursprünglich war geplant, sie im Jahr 2003 in Dienst zu stellen, aber sie ist es bis heute (Stand: 2011) noch nicht. Es wird im Moment bei Denel an einem Marschflugkörper-Derivat der MUPSOW mit dem Namen Torgos gearbeitet.
Oft wird behauptet, dass die MUPSOW ein Derivat der Apache bzw. der Taurus KEPD 350 sei. Dies kommt daher, weil alle drei eine vom Äußeren her ähnliche Zelle haben. Aber es ist nicht bekannt, dass Südafrika Apache- oder Taurus-Marschflugkörper in kleiner Stückzahl gekauft hätte. Nur vom 15. bis zum 18. März 2004 fanden Testabschüsse der Taurus auf dem Testgelände in Overberg statt.

## Verweise